# 隱蕃
隱蕃（209年—230年），青州临淄人，曹魏官員。

## 生平
隐蕃有口才，黃龍二年（230年、曹魏太和四年）在魏明帝指使下，诈作叛魏，加入吳國。並上表給孫權：「臣聞紂為無道，微子先出。高祖寬明，陳平先入。臣年二十二，委棄封域，歸命有道，賴蒙天靈，得自全致。臣至北有日，而主者同之降人，未見精別，使臣徽言妙旨，不得上達。於邑三歎，曷惟其已。謹詣闕拜章，乞蒙引見。」並向孫權談論局勢，頗有文辭及己見。
之後孫權過問胡綜，胡綜回答：「隱蕃上書很像東方朔般的誇大其詞，也像禰衡精巧敏捷般的詭辯，但才華都不比兩人強。」孫權又問可給隱蕃當甚麼官職，胡綜說：「暫時還不能為民執政，不過可以試一下擔任小官。」孫權相信其深諳法律而讓其擔當廷尉監一職。

### 結交豪傑
隱蕃得到職位後，計劃著將大臣離間並謀反。並在當職後，受到卫将军全琮及以下低職者等都倾心敬待，对左將軍朱據、廷尉郝普稱自身有王佐之才，因此與上述兩人親交，也有很多的馬車招待，宾客滿堂
，還常聆聽特別要好的郝普抱怨，也與潘濬的兒子潘翥結交，並受其款待，潘翥卻受到潘濬書信譴責。此外也受到羊衜和宣诏郎豫章楊迪絕交，當時的人都覺得以上絕交的人士都莫名其妙。

### 死亡
等到策劃謀叛之事被發覺，隱蕃逃亡，後遭到逮捕、嚴刑拷問其同夥，隱蕃不言語。後孫權召入並親自審問道：「為什麼要以自己的體膚替別人受苦呢？」隱蕃總算開口：「孫大人，我一個漢子做大事，怎可能沒有追隨者？烈士一人犧牲，是不會供出他人，使其受牽連的。」於是不再說任何話而遭到伏法。
事後朱據被孫權剝奪入朝晉見皇帝的權利，禁令在很久才解除、郝普也受到孫權譴責自殺、反而胡綜升為偏將軍，與自身絕交的人士則受到眾人信服。

## 評價
- 胡綜：「蕃上書，大語有似東方朔，巧捷詭辯有似禰衡。而才皆不及。…未可以治民，且試以都輦小職。」

- 隱蕃在吳的時候，受到郝普和朱據薦為「王佐之才」，同時也被潘濬、羊衜和楊迪疏遠。